# Sepp Weiler

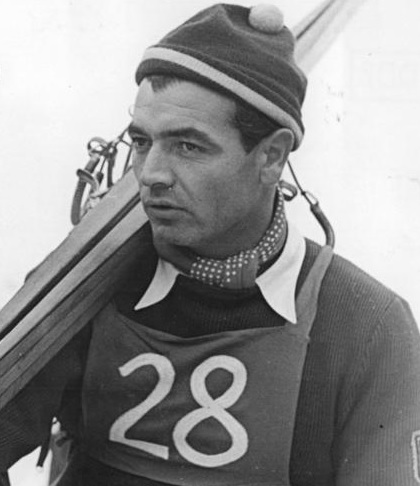
Sepp Weiler under tävlingen i nordisk kombination i Oberhof 1953.

Sepp Weiler, född 22 januari 1921 i Oberstdorf i Bayern och död 24 maj 1997 i Kempten i Bayern, var en tysk backhoppare och utövare av nordisk kombination. Han representerade SC Oberstdorf.

## Karriär
Sepp Weiler hoppade 24 meter redan vid 6 års ålder. Han hoppade 58 meter i Schattenberbacken då han var 12 år. Året efter hoppade han 75 meter. Weiler var i det tyska landslaget 1937 och hoppade bland annat i Holmenkollen i Oslo.
Weiler startade i Skid-VM 1938 i Lahtis i Finland. Där tävlade han i backhoppning och blev nummer 29. Under Skid-VM 1941 i Cortina d'Ampezzo i Italien hoppade Weiler längst av alla. Han hoppade 64,5 och 76,5, 4,0 och 7,0 meter längre än näst längsta, men han fick dåliga stilpoäng av de tre domarna och slutade på en fjärdeplats, 3,8 poäng efter segrande Paavo Vierto från Finland och 0,6 poäng från bronsmedaljen som vanns av Sven Selånger från Sverige. Några tyckte Weiler blev bortdömd och i nästa skid-VM användes fem stildomare. På ett möte i Pau i Frankrike 1946 beslutade FIS att ogiltigförklara evenemangets VM-status för 1941. Medaljer delades ut, men de brukar inte räknas med i officiell statistik för världsmästerskapen i nordisk skidsport.
Olympiska vinterspelen 1940 och 1944 inställdes på grund av andra världskriget. Weiler skadade sig under krigstjänst i Ryssland och förlorade bland annat synen på vänstra ögat. Han fortsatte dock att idrotta efter kriget och hade stora framgångar. Säsongen 1948/1949 vann han 35 av 36 tävlingar. Tyska idrottare utestängdes från olympiska spelen 1948. Weiler deltog i olympiska spelen 1952 i Oslo i Norge. I backhoppstävlingen i Holmenkollen slutade han på en delad åttonde plats, 13,0 poäng efter Arnfinn Bergmann från Norge som vann tävlingen före hemmafavoriten Torbjørn Falkanger. Weiler var 6,5 poäng från bronsmedaljen som vanns av Karl Holmström från Sverige. 
Sepp Weiler startade i den första upplagan av tysk-österrikiska backhopparveckan. Han hoppade i den allra första deltävlingen i backhopparveckan 1 januari 1953. Han slutade på 6:e plats i den historiska tävlingen som vanns av Asgeir Dølplads från Norge. Han slutade på en delad femteplats (med Karl Holmström) i tävlingen i hemmabacken i Oberstdorf 3 dagar senare. Weiler har fyra placeringar bland de tio bästa i deltävlingar i backhopparveckan. Som bäst delade han femteplatsen sammanlagt (med Toivo Lauren från Sverige) första säsongen i backhopparveckan.
Weiler deltog i Skid-VM 1954 i Lahtis i Finland och slutade på en 26:e plats. Sepp Weiler kvalificerade sig till olympiska spelen 1956 i Cortina d'Ampezzo i Italien, men åkte hem innan backhoppstävlingen då hans mor avled. Weiler avslutade backhoppskarriären 1957 efter 20 år i tyska landslaget.

## Övrigt
Efter andra världskriget utestängdes tyska backhoppare från internationella tävlingar som till exempel OS 1948 och skidflygningstävlingarna i Planica i Jugoslavien. "Oberstdorf-trion" (backhopparna Heini Klopfer, Toni Brutscher och Sepp Weiler), som tillhörde världstoppen i backhoppning på slutet av 1940-talet och början av 1950-talet, fick idén att konstruera och bygga en skidflygningsbacke i Oberstdorf. Heini Klopfer var utbildad arkitekt och konstruerade backen som stod klar 1950. Under första skidflygningsveckan i backen (som sedan 1970 heter Heini Klopfer-backen) satte Weiler världsrekord då han hoppade 127 meter 2 mars 1950. Han hoppade 133 meter dagen efter, men då hade Dan Netzell från Sverige redan utökat världsrekordet till 135 meter. 
Sepp Weiler dog i cancer 1997. Han er morfar till tyske tidigare backhopparen Frank Löffler.